# Bomba

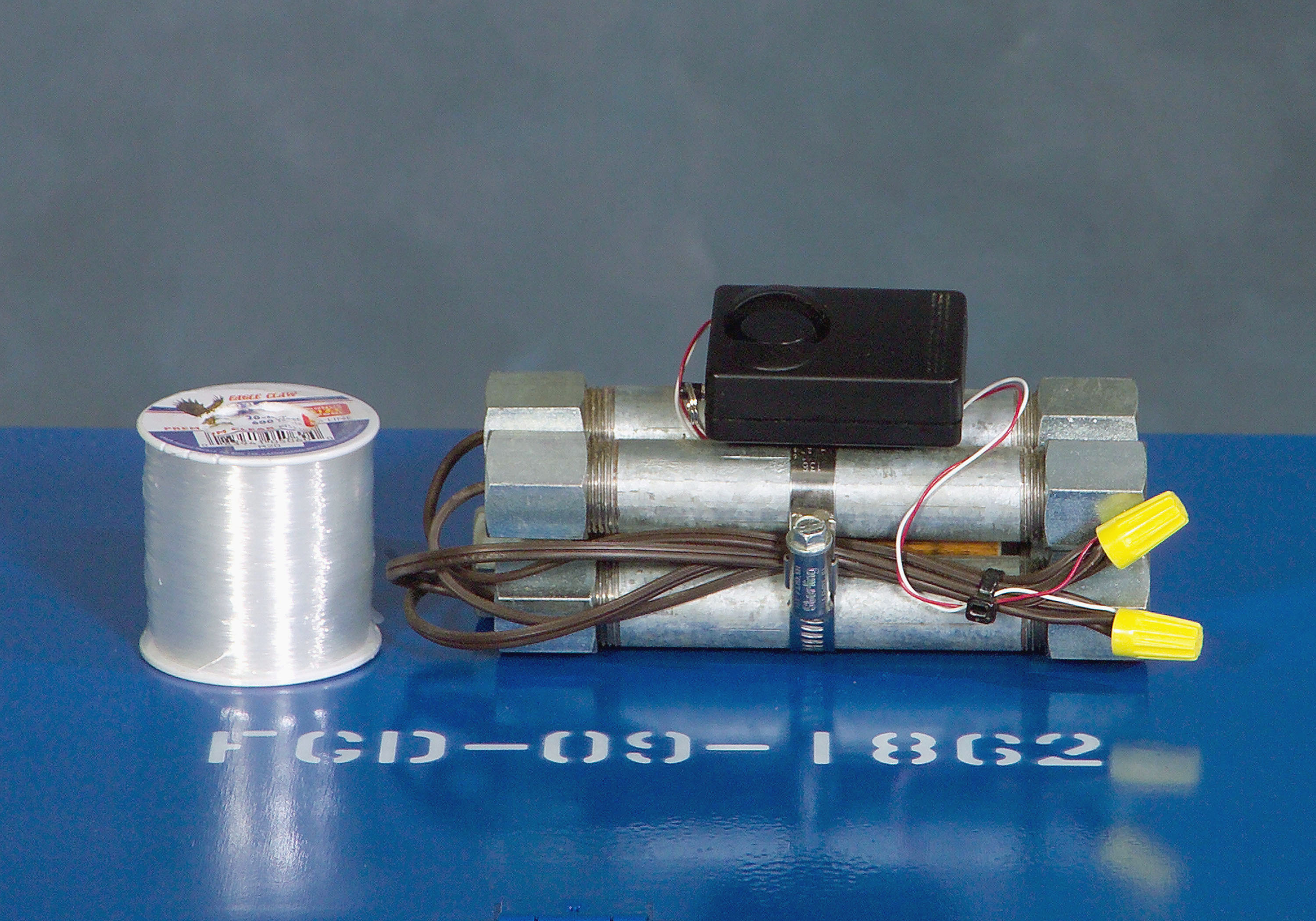
Csőbomba, a terroristák kedvelt fegyvere

A bomba, más néven pokolgép egy robbanószerkezet, mely valamilyen robbanóanyagból, annak beindítására (inícializálására) szolgáló részből, valamint a rombolás hatásának növelését szolgáló hordozó köpenyből áll. A bomba szó a görög „bombosz” szóból ered; ez egy hangutánzó szó, jelentése nagyjából a magyar „bumm” szóval megegyező.

## Elnevezések
Bombának elsősorban a katonai repülőkről ledobott robbanóeszközöket nevezzük. A köznyelvben tévesen ezt a szót használják az ipari felhasználású robbanóeszközökre is, amelyeket például építkezéseknél vagy a bányászatban használnak.
Ha a bomba célja megfélemlítés vagy merénylet elkövetése, akkor hagyományosan pokolgépnek nevezzük.

## Célok
A bombákat az alábbi katonai célok elérésére használják:
- ellenséges objektumok, egységek megsemmisítésére, károkozásra,
- akadály megszüntetésére, leküzdésére,
- területvédelemre,
- félelem- illetve zavarkeltésre.

## Működése

"Little boy" atombomba sematikus ábra

A bomba működéséhez olyan anyagra vagy anyagokra van szükség amelyek valamilyen fizikai, illetve kémiai behatásra robbanásszerű reakciót váltanak ki (hő, nyomás, térfogatváltozás stb.).
Az eszköz felrobbantható időzítéssel, távirányítással, vagy valamilyen érzékelő segítségével (pl: légnyomásérzékelő, radar).

## Története
A bombákat évszázadok óta használják a harcászatban, és a terroristák arzenáljának is központi eleme.

## Típusai, csoportosítása
Három nagy csoportra oszthatók:

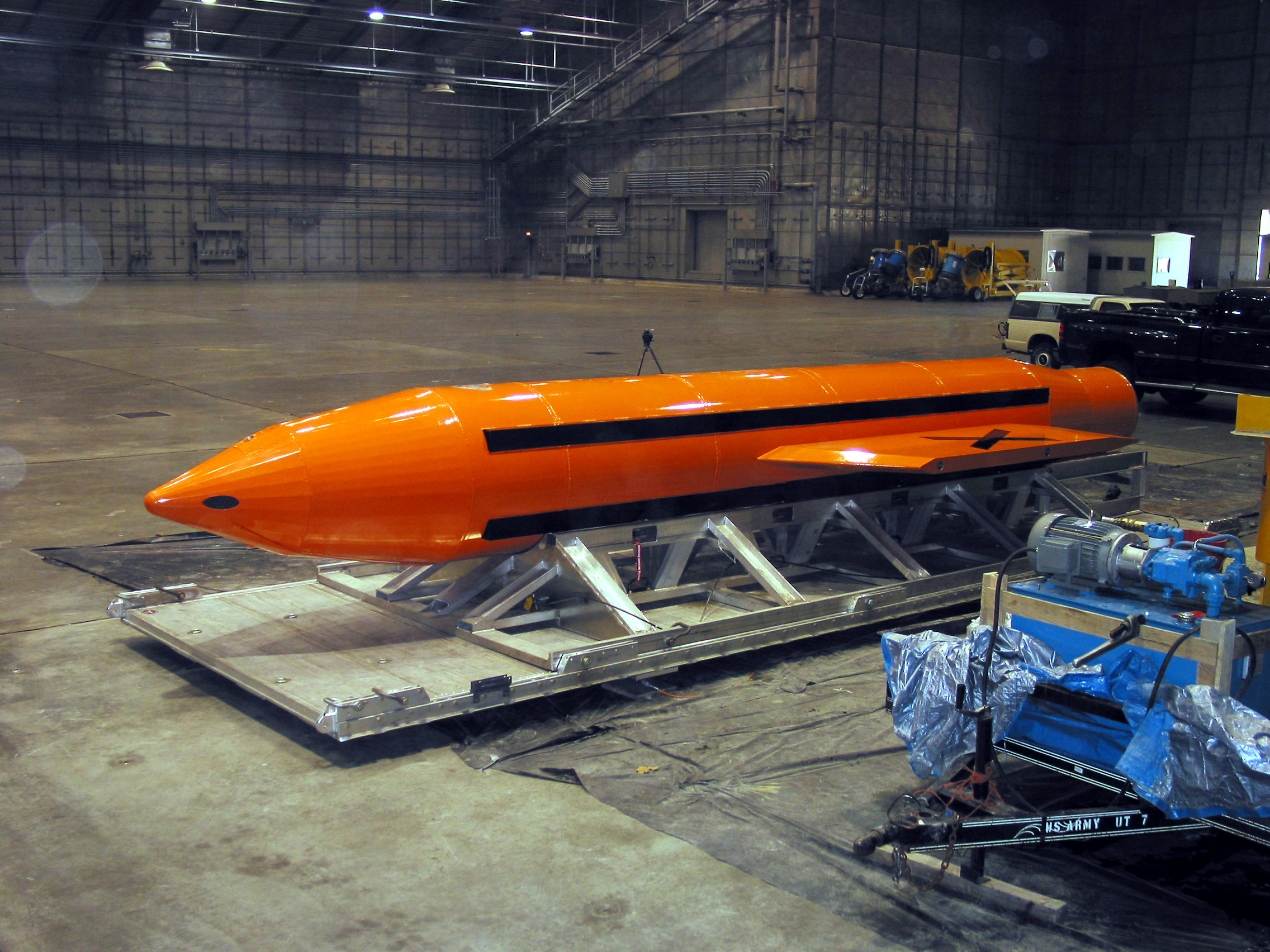
MOAB (Massive Ordnance Air Blast). Minden bombák anyja

- hagyományos (kémiai robbanóanyaggal töltött),
- szétszóródó vagy diszperzív (a robbanóanyag mellett másodlagos anyagokkal is megtöltött, például a kazettás bomba), amelynek a robbanótöltetei a bomba működésbe lépése után szétszóródnak, de ide tartoznak a vegyi és biológiai töltettel ellátott fegyverek),
- nukleáris (maghasadáson vagy magfúzión alapuló szerkezetek).

Ezen kívül megkülönböztethetünk:
- telepített (a bomba a felhasználási helyén elhelyezve)
- irányított v. okos bomba (repülőgépről, hajóról, szárazföldi csapatoktól indított, önálló célrávezérléssel ellátott szerkezet)